# Вітриченко Ніна Михайлівна
Ніна Михайлівна Вітриченко (15 липня 1954 , Орджонікідзе  — 2 жовтня 2010 ) — українська тренерка з художньої гімнастики.

## Біографія
Народилася 15 липня 1954 року в місті Орджонікідзе Північно-Осетинської АРСР РРФСР СРСР (нині м. Владикавказ, Республіка Аланія, Росія).
У 1961—1971 роках навчалася в середній школі і активно займалася художньою гімнастикою, виконавши в 14-річному віці норматив майстра спорту СРСР. Ніна Вітриченко була однією з найкращих гімнасток спортивного товариства «Буревісник». 1971 року вступила на філологічний факультет (російське відділення) Одеського державного університету ім. І. І. Мечникова. Під час навчання її запросили до складу збірної команди Української РСР. 1976 року закінчила університет, захистивши на «відмінно» дипломну роботу, пов'язану зі спортивною тематикою.
У 1976—1996 роках працювала тренеркою з художньої гімнастики спортивного клубу «Чорноморець» в Одесі. Звання майстра спорту СРСР дозволяло виконувати таку роботу. За ці роки вона підготувала понад 25 майстрів спорту СРСР та України. Підготувала гімнасток для збірних молодіжних команд СРСР та України. Найбільшим досягненням тренерки є підготовка доньки-гімнастки Олени Вітриченко — бронзової призерки Олімпіади-1996, 9-ти кратної чемпіонки світу, 12-ти кратної чемпіонки Європи, чотирикратної абсолютної переможниці, яка виборола 4-е місце на Олімпіаді-2000.
У 1997—2000 роках Ніна Вітриченко працювала тренеркою національної збірної команди України. У 2000 р. — суддя Міжнародної федерації гімнастики (ФІЖ) на Олімпійських іграх у Сіднеї.
За спортивні досягнення та заслуги перед Україною Ніну Вітриченко нагороджено званнями «Заслужений тренер України», «Заслужений працівник фізичної культури та спорту України», орденом княгині Ольги.
В останні роки життя Ніна Вітриченко жила та працювала в Іспанії, була головною тренеркою національної збірної команди Іспанії (2001). Вона була провідною експерткою програми «Академія» ФІЖ для тренерів усього світу. З методикою її роботи знайомі багато гімнасток України, США, Норвегії, Чилі, Аргентини, Іспанії та інших країн. 
2 жовтня 2010 року Ніна Вітриченко померла в Лорет де Маре в Іспанії через тяжку хворобу.

## Нагороди та відзнаки
- «Заслужений тренер України»
- «Заслужений працівник фізичної культури та спорту України»
- орден княгині Ольги.